# Krzysztof Dzierżawski
Krzysztof Witold Dzierżawski (ur. 16 czerwca 1948 w Bielsku, zm. 28 stycznia 2004 w Warszawie) – polski inżynier, przedsiębiorca i ekonomista.

## Życiorys
Był czwartym z sześciorga dzieci Anieli i Janusza Dzierżawskich, nauczycieli szkół rolniczych. Dzieciństwo spędził w Cieszynie, tam też rozpoczął edukację. Od 1960 mieszkał w Brwinowie pod Warszawą, gdzie zdał maturę w miejscowym liceum. Studiował na Wydziale Inżynierii Lądowej Politechniki Warszawskiej, który ukończył w 1971.
Pracował przy budowie Wisłostrady i Trasy Łazienkowskiej, a także warszawskiego metra. W latach 1976–1982 w Nadolu kierował budową górnego zbiornika komory wlotowej i kanału odpływowego Elektrowni Szczytowo-Pompowej „Żarnowiec”. W 1982 otrzymał propozycję wyjazdu na prowadzoną przez Budimex budowę w Abu Ghurajb, którą po trzymiesięcznym rekonesansie na miejscu odrzucił. W 1986 założył własną, prywatną firmę budowlaną.
Był zaangażowany w ruch Solidarności, po wprowadzeniu stanu wojennego był działaczem jej podziemnych struktur. W 1990 wstąpił do Unii Polityki Realnej. W wyborach w 1991 i 1993 z listy tej partii kandydował do Sejmu.
W 1991 został zaproszony do współpracy przez Centrum im. Adama Smitha i wkrótce został jednym z głównych ekspertów Centrum. W ciągu kilkunastu lat opublikował kilkaset tekstów, udzielił także licznych wywiadów. Krytykował reformę emerytalną ZUS z 1999 jako realizującą przede wszystkim interes rynków kapitałowych. Przygotował, wraz ze współpracownikami z Centrum, projekt ustawy, która miała usunąć przyczyny bezrobocia w Polsce. Bronił wolnego rynku, szczególnie w jego klasycznym wydaniu. Przestrzegał przed zerwaniem i uniezależnieniem sektora finansowego gospodarki od sektora produkcyjnego.
Był zwolennikiem ordoliberalizmu. Do jego myśli społeczno-ekonomicznej nawiązywała - w początkowym okresie swego istnienia - partia Polska Razem Jarosława Gowina.
W latach 2008–2018 wręczana była Nagroda im. Krzysztofa Dzierżawskiego. Wyróżnienie przyznawane było za propagowanie idei wolności i rozsądku. Nagrodę przyznawało Centrum im. Adama Smitha.
Został pochowany na wilanowskim cmentarzu, obok pałacu w Wilanowie.

### Rodzina
W 1975 ożenił się z Grażyną Budzałek, a w 1976 i 1977 urodzili się dwaj jego synowie – Lech Mikołaj i Krzysztof Patryk.
Jego bratem jest Mariusz Dzierżawski.

## Publikacje
- Krótki kurs ekonomii praktycznej, wyd. Zysk i S-ka 2006, ISBN 83-7298-956-7.